# Phare du Château-d'Oléron
Le phare du Château-d'Oléron construit en 1862, est un phare situé au Château-d'Oléron en Charente-Maritime.
C'est un feu d'alignement fonctionnant conjointement avec le feu de port situé sur la Citadelle du Château-d'Oléron.

## Phare actuel
C'est un phare en maçonnerie de pierres lisses de forme cylindrique entièrement blanc et comportant un sommet rouge.
Il est automatisé et ne se visite pas.